# Hippopsis brevicollis
Hippopsis brevicollis es una especie de escarabajo longicornio del género Hippopsis, tribu Agapanthiini, subfamilia Lamiinae. Fue descrita científicamente por Martins y Galileo en 2003.

## Descripción
Mide 17 milímetros de longitud.

## Distribución
Se distribuye por Brasil.